# Carl Georg Siöblad

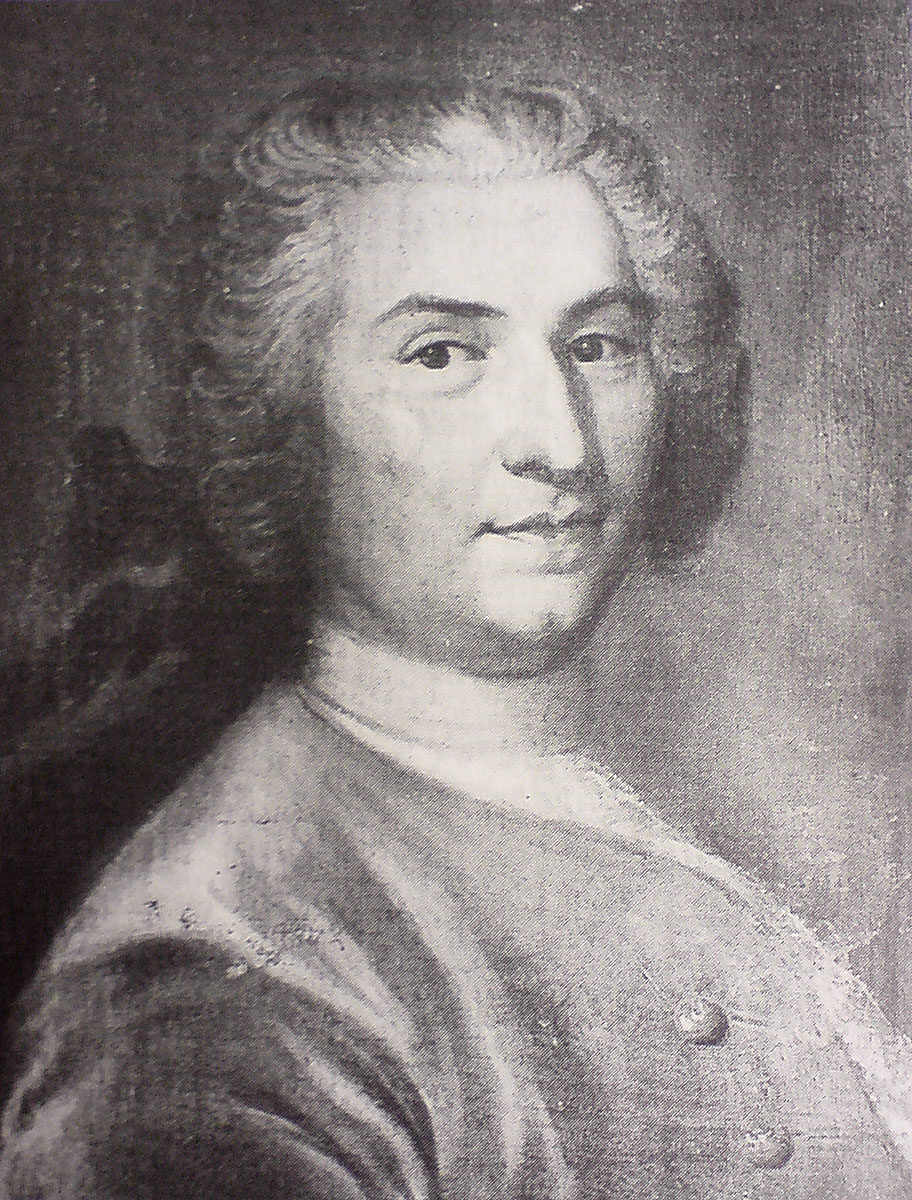
Carl Georg Siöblad

Carl Georg Siöblad (* 2. November 1683; † 1. September 1754) war ein schwedischer Seemilitär und Beamter. Er war der Sohn von Erik Carlsson Siöblad.
Siöblad wurde im Jahr 1699 Unterleutnant der Admiralität. Er wurde schnell befördert und war bereits 1710 Konteradmiral (Schoutbynacht) und schon kurze Zeit später Vizeadmiral, Admiral und Oberadmiral.
Während seiner Dienstzeit in der Flotte nahm er an mehreren Kriegszügen zur See und an einigen Scharmützeln teil. Er war unter anderem im Rahmen der Russischen Verwüstungen Befehlshaber einer schwedischen Flotte, welche am 27. Juli 1720 – entgegen der Weisung seiner Vorgesetzten – einen Angriff auf eine Übermacht der russischen Flotte durchführte. Siöblads Einheit bestand aus drei Schiffen, drei Fregatten, drei bewaffneten Handelsschiffen und einigen Galeeren, welche bei Arholma lagen. Er griff die russische Galeerenflotte an, als diese versuchte, über Ledsund und Ålands südliche Landspitze vorzurücken. Er beschoss die russische Flotte und es gelang ihm, zwei Schiffe von diesen zu versenken. Während der Verfolgung liefen zwei schwedische Fregatten und zwei der Handelsschiffe auf Grund und waren somit verloren. Doch die Operation hatte den Vormarsch der Russen gestoppt. Für die Missachtung des Befehls seiner Vorgesetzten musste er sich vor einem Gericht verantworten. Seine Strafe war ein Verzicht auf seinen Sold für die Dauer von sechs Monaten. Von weiteren Bestrafungen sah man ab.
Im Jahr 1734 wurde er zum Landshövding in Blekinge und im Jahr 1739 zum Reichsrat ernannt. Doch er ließ sich auf eigenen Wunsch aus dem Amt entlassen und wurde später Landshövding im Malmöhus län und Oberkommandant in Schonen.